# Breithorn (Steinernes Meer)
Das Breithorn ist mit einer Höhe von 2504 m ü. A. am südlichen Rand des Steinernen Meeres gelegen. Es liegt im Bezirk Zell am See (Pinzgau) des Landes Salzburgs.
Der Berg steht von Süden gesehen mit etwa 1300 Meter Relief im Südabbruch des Steinernen Meers über Saalfelden, zur linken Persailhorn (2347 m ü. A.) und Mitterhorn (2491 m ü. A.). Der Gipfel ist westlich der Ramseider Scharte gelegen, in der sich das Riemannhaus befindet. Gegenüber der Scharte befindet sich der Sommerstein (2308 m ü. A.) und Schönegg (2390 m ü. A.).
Von Norden her ist er unscheinbar mit flachen Anstieg aus dem Hochplateau, das sich bis zum Funtensee in Bayern erstreckt.
Der Aufstieg zum Breithorn kann sowohl über den Südanstieg bewältigt werden (Schwierigkeit III-), als auch von der Schutzhütte Riemannhaus (unschwierig, die Gehzeit von dort beträgt etwa eineinhalb Stunden).